# دانیل دمشایت‌-برگ
دانیل دمشایت-برگ (انگلیسی: Daniel Domscheit-Berg؛ زادهٔ ۱۹۷۸ (۴۶–۴۷ سال)) نویسنده، و دانشمند رایانه اهل آلمان است. وی یک فعال فناوری است. او بیشتر به عنوان نویسنده «اینساید ویکی‌لیکس زمان من با جولین آسانژ در خطرناک‌ترین وب سایت جهان (۲۰۱۱)» شناخته می‌شود.
پس از ترک ویکی‌لیکس، او در ژانویه ۲۰۱۱ اعلام کرد که قصد دارد یک وب‌سایت جدید برای افشای اطلاعات آنلاین ناشناس به نام اوپن‌لیکس باز کند. در اوت ۲۰۱۱ دانیل راه اندازی اولیه باشگاه کامپیوتری آشوب (CCC) را اعلام کرد و از هکرها دعوت نمود تا امنیت سیستم اوپن‌لیکس را به چالش بکشند، در نتیجه CCC از او به دلیل سوء استفاده از نام باشگاه برای تبلیغ خود انتقاد کرد. در نتیجه پروژه اوپن‌لیکس با درنظر گرفتن اینکه او عضو باشگاه نیست او را از باشگاه خود اخراج کرد. این تصمیم در فوریه ۲۰۱۲ لغو شد. در سپتامبر ۲۰۱۱، چندین سازمان خبری از جدایی دمشایت-برگ از جولین آسانژ و ویکی‌لیکس به عنوان مجموعه‌ای از اقدامات و رویدادها و اشتباهات نام بردند که منجر به انتشار گزارش ۲۵۱۲۸۷ تلگراف دیپلماتیک ایالات متحده در افشای اسناد دیپلماتیک آمریکا در آن ماه شد. در ۲۰۱۱ دانیل توسط مجله فارین پالیسی در فهرست ۱۰۰ متفکر برتر جهان قرار گرفت.

## ویکی لیکس
دمشایت-برگ در ۲۰۰۷، پس از ملاقات با آسانژ در کنفرانس سالانه باشگاه کامپیوتری آشوب (CCC)(24C3) کار با ویکی لیکس را آغاز کرد. در اوت ۲۰۱۰، دمشایت-برگ مشکوک به جاسوسی در ویکی‌لیکس شد که توسط جولیان آسانژ از ویکی لیکس تعلیق شد. در ۲۵ سپتامبر ۲۰۱۰ دمشایت-برگ به اشپیگل گفت که استعفا می‌دهد و گفت: «ویکی لیکس یک مشکل ساختاری دارد. من دیگر نمی‌خواهم مسئولیت آن را بپذیرم و به همین دلیل پروژه را ترک می‌کنم.»
دمشایت-برگ در برنامه تلویزیونی مستند شورشگران ویکی سوئد، که در هفته دوم دسامبر ۲۰۱۰ پخش شد، مشهور شد.
کتابی دربارهٔ تجربه و جدایی او از ویکی‌لیکس در فوریه ۲۰۱۱ در آلمان منتشر شد با عنوان («زمان من در خطرناک‌ترین وب‌سایت جهان»). ترجمه انگلیسی آن چند روز بعد توسط ناشر استرالیایی انتشارات اسکرایب دنبال شد. او در کتاب دمشایت-برگ از سبک رهبری جولین آسانژ و نحوه برخورد با دفتر خاطرات جنگ افغانستان انتقاد می‌کند.
دمشایت-برگ اظهار داشت که وی داده‌های ویکی‌لیکس را هنگام ترک ویکی لیکس از بین خواهد برد. او می‌خواست مطمئن شود که موارد تکراری توسط یک دفتر اسناد رسمی با استشهادنامه حذف شده باشد. ویکی‌لیکس در زمینه خروج او اظهار داشت که دمشایت-برگ نماینده اوپن‌لیکس بوده است که با میانجی‌گری یکی از اعضای گروه هکری باشگاه کامپیوتری آشوب بین اوپن‌لیکس و ویکی‌لیکس، برخی اسناد منتشر نشده و ارتباطات داخلی سازمان را برای باج‌گیری از ویکی لیکس نگه داشته است. دمشایت-برگ ظاهراً به هفته نامه در فرایتاگ گفت که «من هیچ سندی از ویکی لیکس با خود نبرده‌ام» که برغم میانجیگری‌ها منجر به تعلیق‌ام شد. دمشایت-برگ در نهایت به دلیل رفتارش در طول میانجیگری و درخواست از باشگاه کامپیوتری آشوب برای آزمایش امنیت اوپن‌لیکس از باشگاه کامپیوتری آشوب اخراج شد. این تصمیم در بهمن ۱۳۹۱ توسط مجمع عمومی باشگاه کامپیوتر آشوب لغو شد.
ویکی لیکس و سایر منابع بعداً اعلام کردند بیش از ۳۵۰۰ سند افشاگر افشا نشده را با برخی از ارتباطات حاوی صدها سند نابود کردند، از جمله فهرست ممنوعیت پرواز دولت ایالات متحده، ۵ گیگابایت از افشای اطلاعات بانک آمریکا تأیید شد. اطلاعات داخلی ۲۰ سازمان نئونازی و اثبات شکنجه و سوء استفاده دولتی از یک کشور آمریکای لاتین اعلام شد.

## اوپن‌لیکس
در دسامبر ۲۰۱۰، دمشایت-برگ قصد راه اندازی سایتی به نام «اوپن‌لیکس» را با هدف شفافیت بیشتر از ویکی‌لیکس اعلام کرد. «در ماه‌های گذشته، سازمان ویکی‌لیکس فعالیتی نداشته است و به وعده‌های اوپن سورس خود عمل نکرده است.»
دمشایت-برگ به‌جای انتشار اسناد گفت فرایند اوپن‌لیکس پیشنهاد او بود تا اسناد افشا شده را برای نهادهای خبری یا ناشران مختلف ارسال کند.
قرار بود اوپن‌لیکس در ژانویه ۲۰۱۱ فعالیت‌های عمومی خود را آغاز کند. با این حال، در ۲۳ دسامبر ۲۰۱۲ دمشایت-برگ در وب سایت خود اعلام کرد که این سازمان همان‌طور که قبلاً در نظر گرفته شده بود پیش نخواهد رفت و اکنون فقط بر انتشار اطلاعات و تخصص سایت در مورد چگونگی راه اندازی آنها متمرکز خواهد شد. به جای اینکه مستقیماً خودشان به نشت خبر بپردازند، وب سایت‌هایی را برای درج اسناد ایجاد خواهند کرد.

## زندگی‌شخصی
دمشایت-برگ با آنکه دمشایت-برگ فعال و سیاستمدار ازدواج کرده است.

## داخل ویکی‌لیکس
- دانیل دامشیت-برگ (۲۰۱۱). داخل ویکی‌لیکس: زمان من در خطرناک‌ترین وب سایت جهان(به آلمانی). برلین: اکون ورلاگ. شابک ۹۷۸-۳-۴۳۰-۲۰۱۲۱-۶.
- دانیل دامشیت-برگ (۲۰۱۱). در داخل ویکی‌لیکس: زمان من با جولین آسانژ در خطرناک‌ترین وب سایت جهان. کارلتون نورث، شهر ملبورن: انتشارات کاتب. شابک ۹۷۸-۱-۹۲۱۸۴۴-۰۵-۸. بایگانی شده از نسخه اصلی در ۱۹ فوریه ۲۰۱۱. بازیابی شده در ۹ فوریه ۲۰۱۱.
- دانیل دامشیت-برگ (۲۰۱۱). در داخل ویکی‌لیکس: زمان من با جولیان آسانژ در خطرناک‌ترین وب سایت جهان. شهر نیویورک: راندوم هاوس شابک ۹۷۸-۰-۳۰۷-۹۵۱۹۱-۵. بازبینی شده در ۱۰فوریه ۲۰۱۱.